# Renässansens musik
Renässansens musik är en epok i den västerländska musikhistorien. Det förekommer vitt skilda indelningar av epoken, med renässansens början satt till mellan 1300 och 1500, och dess slut med barockens början, vilket är lika komplicerat. Renässansen föregås av medeltiden eller ars nova, beroende på indelning.
Epoken kännetecknas av att kontrapunktiken och polyfonin utvecklas. Den sakrala musiken börjar bli flerstämmig, och lånar ofta in melodier från den profana, medan allt färre verk är påverkade av den gregorianska sången. Den första polyfona vokalmusiken, som framfördes a cappella, för kyrkan är från epoken, med kompositörer som Guillaume de Machaut, Johannes Ockeghem och Antoine Brumel. Cantus firmus är vanligt, och inlånade melodier som fallet är med parodimässa och parafrasmässa (parodimässan förbjöds dock under tridentinska mötet). Vanliga genrer är mässan, motetten, chansonen och madrigalen. Med boktryckarkonsten blev det lättare att mångfaldiga noter.
Virginalen och fiolen blev vid sidan av spinetten, trumpeten och lutan centrala instrument.

## Kompositörer och musikteoretiker
Viktiga kompositörer var bland andra Giovanni Pierluigi da Palestrina, Tomás Luis de Victoria, Josquin des Prez och Thomas Tallis. Vittoria Aleotti, från epoken, är den första kvinnliga kompositören av sakral musik vars alster trycktes (1593). Andra kvinnliga renässanskompositörer är Maddalena Casulana och Gracia Baptista. Många musikteoretiker verkade under epoken, däribland Johannes Tinctoris och Henricus Glareanus.

## Stil
Den tidiga renässansmusiken i Europa präglades av en ökande användning av tersen som harmoniskt grepp. Under medeltiden sågs tersen som dissonans (se intervall). Polyfoni hade visserligen använts sedan 1100-talet men blev under 1300-talet mer och mer elegant med alltmer utvecklad flerstämmighet. I början av 1400-talet skedde en viss förenkling där man fokuserade på att låta stämmorna bli allt mjukare. Detta möjliggjordes genom ett generellt utökat musikaliskt röstomfång. Under medeltiden hade det begränsade omfånget gjort att stämmorna fått korsa varandra, vilket i sin tur medfört att man behövde använda sig av större kontraster. Det utbredda bruket med melismer i särskilt den gregorianska sången minskade under renässansen.
Den modala stil som präglade renässansmusiken avtog mot slutet av eran och utvecklade sig så småningom till en av tonalitetens viktigaste faktorer. Ett ideal som växte fram under epoken var att musiken skulle gestalta texten (tonmåleri). Polyfon instrumentalmusik uppkommer som ett alternativ till vokalburen musik. Till de tidiga kompositörerna av polyfon instrumentalmusik hör Bálint Bakfark för luta, Michael Praetorius (danser), och William Byrd (klaviaturinstrument).
Under epoken hade tre skolor inflytande på i synnerhet den sakrala musiken: nederländska skolan, Venedigskolan och romerska skolan. Tridentinska mötets (1545-1563) och motreformationens beslut om sakral musik fick avgörande betydelse för estetiken i den katolska kyrkomusiken, med företrädare som Palestrina, Jacobus de Kerle, Giovanni Animuccia, Orlando di Lasso, Vincenzo Ruffo och Marc'Antonio Ingegneri. Denna estetik från renässansen skulle vara allenarådande i den katolska musiken till Andra Vatikankonciliet (1962-1965).

## Genrer
De huvudsakliga genrerna under renässansen var de liturgiska mässorna och motetterna. Mot slutet av eran och i takt med att kompositörer som tidigare främst skapat sakral musik kom att använda sig av mer sekulära grepp uppstod genrer som till exempel madrigalen. Det var vanligt att den sakrala musiken byggde på profan musik, så till exempel flera mässor som använde chansonen L'homme armé som grund. 
Vanliga liturgiska genrer var mässor, motetter, madrigale spirituale och laudi.  
Under perioden ökade spridningen av den sekulära musiken, främst genom utvecklingen av trycktekniken; Ottaviano Petrucci uppfann nottryck med rörliga typer 1501 (året chansonsamlingen Harmonice Musices Odhecaton utkom). Dock skall man inte förmoda att det skedde någon form av explosion av nya stilar jämfört med under medeltiden; skillnaden ligger i att den musik som kunnat bevaras genom trycktekniken i mångt och mycket är från renässansen och framåt. Den sekulära musiken omfattade bland annat en- och flerstämmiga sångtyper, till exempel frottola, chanson och madrigal. Här återfinns också kanon, chansonstilar som rondeau, virelai, bergerette, ballad och musique mesurée. Nu kom också villanella,  villotta och sång till luta. 
Rent instrumentell musik omfattade genrer som consort och musik för blockflöjt eller gamba och andra instrument, men även dansmusik. Typiska företeelser var toccata, preludium, ricercar och canzona. Vanlig dansmusik var basse danse, pavane, galliard, allemande och courante. Mot slutet av renässansen kom tidiga versioner av operamusik i form av madrigalopera och intermedio.